# Bircham Newton
Bircham Newton – wieś w Anglii, w hrabstwie Norfolk, w dystrykcie King’s Lynn and West Norfolk. Leży 53 km na północny zachód od Norwich i 160 km na północ od Londynu.